# Pestszentlőrinc-Pestszentimrei Felnőttek Általános Iskolája és Gimnáziuma
A Pestszentlőrinc–Pestszentimrei Felnőttek Gimnáziuma (beceneve: Felgimi) egy budapesti középfokú oktatási intézmény felnőttek számára. 2020-ig használt korábbi neve Pestszentlőrinc–Pestszentimrei Felnőttek Gimnáziuma és Továbbképző Központja volt.

## Az iskola története

### Korai felnőttoktatás Pestszentlőrincen (1945-49)
1945 előtt intézményes keretek között Pestszentlőrincen nem volt felnőttoktatás. A továbbtanulni vágyó felnőttek magánvizsgát tehettek a lőrinci gimnáziumban. 1945-ben a Vallás és Közoktatási Minisztérium rendeletet adott ki a felnőttoktatás, a dolgozók iskoláinak megszervezésére, mind az alapfokú, mind a felsőfokú oktatási intézményekben. A rendelet alapján 1945-ben a Pestszentlőrinci Állami Gimnáziumban is megindult a felnőttoktatás szervezése.
A dolgozók iskolája 1946. március 4-én tartotta alakuló értekezletét. Első igazgatója, Dr. Tóth Tivadar tartotta az ünnepélyes megnyitót. Az ide jelentkezőknek felvételi vizsgát kellett tenniük, valamint állandó munkahellyel kellett rendelkezniük. Így 15 tanuló nyert felvételt, részben „humánus”, részben „reális” tagozaton. A Dolgozók Iskolája az akkor működő nappali gimnázium Wlassics Gyula utcai épületében nyert elhelyezést. A tanítás délután 16 órától 20 óráig tartott. A megnyitót 1946, március 11-én tartották. Az iskola első költségvetése 27340000 pengő volt. A tanítás heti 27 órában történt. Tantárgyak: magyar nyelv, irodalom, történelem, latin, német- vagy angol nyelv, gazdasági ismeretek, műalkotások ismerete, természetrajz, vegytan, mennyiségtan, hittan. A tanítás egész évben megszakítás nélkül folyt. Az „őszi” év (az induló osztály kivételével) augusztus 1-jétől, január végéig, a „nyári” év február 1-jétől, július végéig tartott. Így intenzív tanulással félévenként lehetett elvégezni egy-egy osztályt. 

### A dolgozók iskolája (1962-90)
Csak az 1961/62-es tanévtől engedélyezik újból a Pestszentlőrinc–Pestszentimrei Felnőttek Gimnáziuma és Továbbképző Központja indítását, általános iskolás tagozattal. Így tizenegy év megszakítás után, újra indul az esti gimnáziumi oktatás Pestszentlőrincen. Az oktatás heti három napon (hétfő, szerda, péntek) heti 15-16 órában folyt. Akkor ez az iskolatípus tette lehetővé, hogy a kialakult társadalmi átrétegződésnek megfelelően, pótolja a hiányzó szakembereket, és lehetőséget adjon azoknak a felnőtt korú dolgozóknak, akik felhasználva az akkori kedvezményeket (munkaidő-csökkentés, tanulmányi szabadság) vállalták a tanulást, amik ellenére is igen nagy volt a lemorzsolódás. Ennek ellenére négy év elteltével 141 volt a hallgatói létszám. Az első osztályból 17 tanuló tett eredményes érettségi vizsgát a beiratkozott 28 hallgatóból.
Az 1966/67-es tanévben az esti tagozat mellett megindítják az egynapos levelező oktatást. Mivel a hallgatók száma egyre nő, 1974-ben az iskola átkerül a Hunyadi Mátyás Gimnázium (volt Steinmetz Miklós gimnázium) épületébe, ahol ma már azóta egy egyházi iskola kapott helyet.
Egyre több tanuló jelentkezett a gimnáziumba, és egyre több azoknak a száma, akik tovább tanultak.
Az 1989/90-es tanévben a dolgozók gimnáziumában is érezhető volt az a társadalmunkat átható nagy változás, amelynek következtében a dolgozó felnőttek elsősorban nem a továbbtanulási problémáikkal foglalkoztak.

### A felnőttek gimnáziuma a rendszerváltás után (1991-től)
Az 1991/92-ben induló tanévtől újra előtérbe került a középiskolai végzettség fontossága. Megváltoztak a társadalmi elvárások és igények. A szakképesítés mellett egy-egy állás betöltéséhez szükség volt az érettségi bizonyítványra is. Újabb munkaterületek alakultak ki, melyekhez csak a középiskolai végzettségen keresztül vezetett az út. Más esetekben a munkahely-munkakör megtartásának feltétele az érettségi. Megnövekedett a hallgatói létszám, egyre több fiatal hallgató jelentkezett át a nappali tagozatokról az esti-levelező tagozatra. Ezért az oktató munka mellett rendkívüli nevelői feladatokat is meg kellett oldjon a tantestület. A napjainkban folyó felnőttoktatás ‑ bár a régi szerkezeti felépítés szerint működik ‑ új célkitűzéseket, feladatokat kell megvalósítson.

## A-hétköznapi tagozat

### F-felső tagozatos felnőttek általános iskolája
Az intézmény 2020.09.01-től felső tagozattal (5. 6. 7. 8. osztályos felnőttoktatás) bővült és új néven szerepel az intézménytörzsben: Pestszentlőrinc-Pestszentimrei Felnőttek Általános Iskolája és Gimnáziuma. (OM035606)
Amennyiben Ön a 16. életévét betöltötte, nem tanköteles,  de nem végezte el  az általános iskolát, sok szeretettel várjuk jelentkezését iskolánkba.

### A-gimnáziumi hétköznapi tagozat
„Egynek minden nehéz, soknak semmi sem elérhetetlen.” (Széchenyi István)
Az iskola A-hétköznapi (korábban: esti-levelező) tagozata régi hagyományokra nyúlik vissza, hiszen 1946. március 4-én alakult meg az a tantestület, amely az érettségizni vágyó, munkahellyel rendelkező felnőttek oktatását tűzte ki célul. Azóta rengeteg változás történt, mind a hallgatói összetételt illetően, mind a társadalmi elvárások tekintetében. Megjelent az élethosszig tartó tanulás igénye, illetve a munkahelyek részéről az érettségi bizonyítvány megléte alapvető követelményként jelentkezett.

## B-hétvégi tagozat
A 2004-ben alapított B-hétvégi (korábban: esti-távoktató) tagozat felépítése ötvözi a távoktatás és a hagyományos középiskolai oktatás előnyeit. A szombati tanítási órákon a tanulók szaktanárok segítségével megismerkednek a tananyag legfontosabb elemeivel, a csütörtöki és pénteki konzultációs órákon pedig gyakorolhatják a problémás részeket és elmélyíthetik tudásukat. A tanítási órák és konzultációk mellett a diákok számára minden tantárgyból rendelkezésre állnak a távoktatásból ismert nyomtatott és elektronikus tanulási segédanyagok, amelyek segítségével otthon is jól követhető és elsajátítható a tananyag.

## TT-teljes távoktatás (osztályozó vizsgákkal)
A teljes távoktatás (korábban: TT-Esti képzés) során a jelentkező saját otthonában önállóan tanul, készül fel vizsgáira. Feladatait interneten is beküldheti, tanáraival e-mailben és internetes fájl-megosztásokon (e-könyvtári rendszer) tud konzultálni.

## Gy-gyorsított képzés (különbözeti vizsgákkal)
A gyorsított képzés (korábban: IN-Esti, intenzív képzés) során a szak- vagy más iskola után iskolánkba jelentkező a korábbi bizonyítványainak beszámításával, indokolt esetben különbözeti vizsgák letételével 2 év alatt érettségihez juthat. Feladatait interneten is beküldheti, de azt szóbeli vizsga során is meg kell tudnia védeni. Természetesen tanáraival e-mailben és internetes fájl-megosztásokon (e-könyvtári rendszer) kap támogatást, segítséget a felkészüléshez.

## Az iskola küldetésnyilatkozata
„A pedagógiában a tanulóknak minden társadalomban azt mondják, hogy tanulniuk kell, hogy a tudatlanságukat megszüntessék.” (Knowles)
A gimnázium kiemelt nevelési-oktatási célkitűzése közösségeiben előmozdítani a nemzeti műveltségtartalmat hordozó korszerű nevelés, oktatás, a kultúra, az igényes művelődés ügyének, lehetőségeinek kiszélesítését, különös tekintettel Pestszentlőrincen és Pestszentimrén, illetve a dél-pesti régióban. Őrzi a pedagógia tudományának értékeit, haladó hagyományait. Céljai megvalósítása érdekében szakmai-pedagógiai kérdésekben együttműködésre törekszik lakóterülete önkormányzati szerveivel, intézményeivel, közösségeivel, választott képviselőivel, a távoktatást végző pedagógiai műhelyekkel, intézményekkel. Törekszik eljuttatni tanulóit a tanulásban rejlő sikerélményhez, esélyt kíván adni a dél-pesti régióban élő felnőtteknek az élethosszig tartó tanulás igényléséhez, második esélyt a továbbtanuláshoz, a szakmaszerzéshez, az átképzés lehetőségéhez.

## Iskolai közösségi élet
A Pestszentlőrinc-Pestszentimrei Felnőttek Gimnáziumában megrendezésre kerül minden fontosabb, a hagyományos középiskolai oktatásból ismert rendezvény (gólyabál, szalagavató, ballagás és érettségi bankett). Az iskolai közösségi életet tovább színesítik az egész napos kirándulások, az iskolai tábor, filmklub, Tea és Tudomány előadások és egyéb rendezvények. Minden iskolai szabadidős rendezvény nyitva áll a tanulók családtagjai számára is.